# Rosa Trullers i Aymerich
Rosa Trullers i Aymerich (o  Trulles o Trullés) va néixer al darrer terç del segle XVII (ca. 1674)  i va morir el 1737. Va ser  monja del convent de dominiques de Santa Maria de Montsió, va professar el 1690  i va ocupar  el càrrec de priora.És una de les antigues posseïdores de la Biblioteca de Fons antic de la Universitat de Barcelona, on es conserva una de les obres que van formar part de la seva biblioteca personal, on consta la marca de propietat.

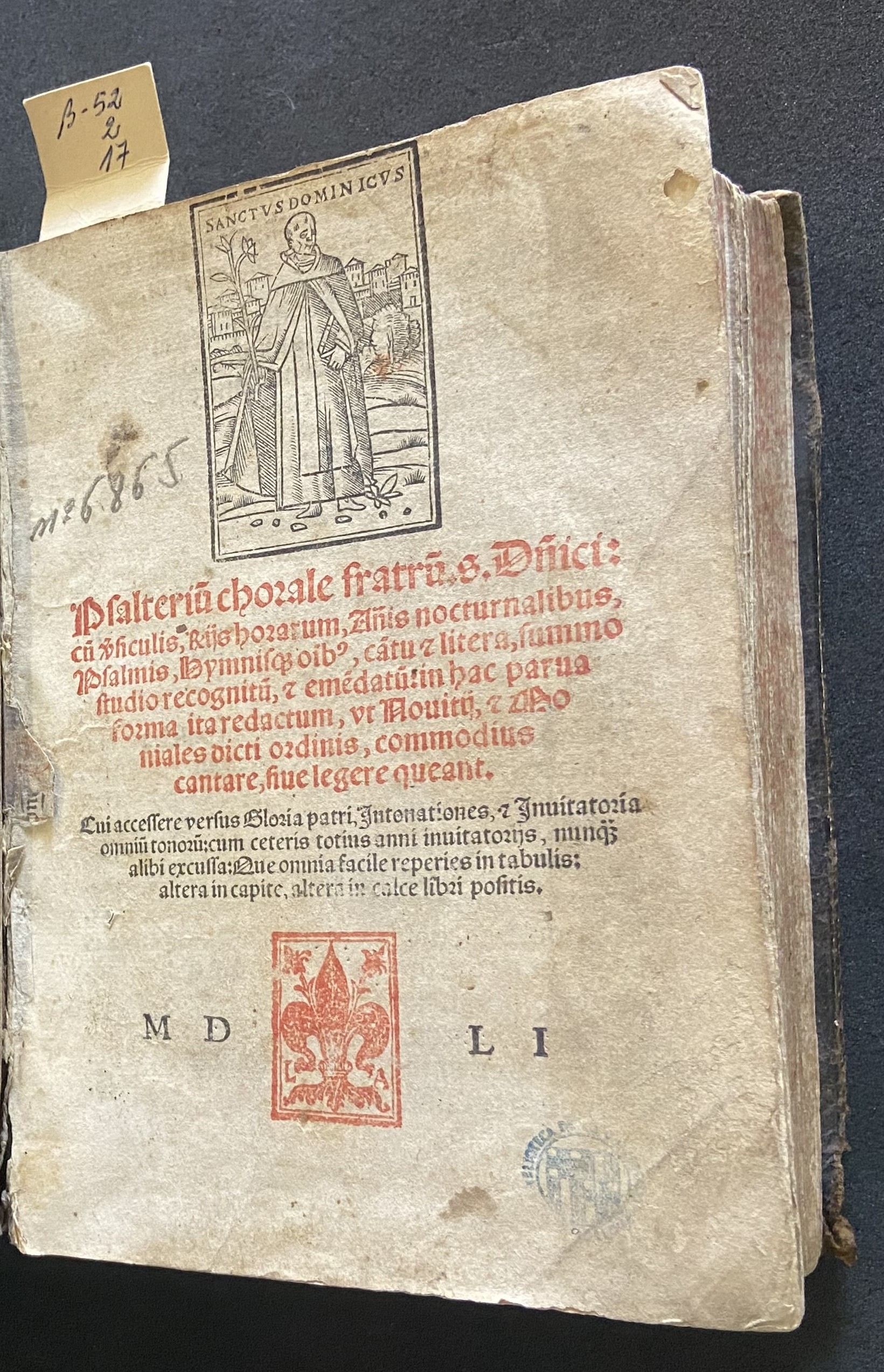
Pàgina inicial amb el títol del llibre que Sor Rosa va posseir. Heredi di Lucantonio Giunta, impressor (1551)

## Origen
Tot i que no se sap del cert el seu llinatge,  del primer cognom, el de Trullés o Trullers, que apareix escrit en diverses formes, no hi ha molta informació, ni als arxius ni a l’heràldica catalana ni espanyola. Del segon cognom Aymerich encara perdura fins avui dia, hi ha fonts que troben el seu origen a França, i d’altres, a Sardenya, i d'aquí va passar a estendre's a Catalunya. És un cognom molt repetit en la història, pertanyent a personatges històrics importants com el governador de Mallorca Joan Aymerich (1330), i d'altres personatges vinculats a la burgesia i noblesa. Per tant, és molt probable que Rosa Trullés i Aymerich fos descendent d’alguna d’aquestes famílies importants establertes a Catalunya, cosa que podria haver contribuït a consolidar la seva posició dins el monestir i l'orde religiós.

## Vida eclesiàstica
Se sap del cert que era una monja de l’orde dels dominics, ja que pertanyia al convent de Nostra Senyora de Montsió de Barcelona que es dedicava a l'oració, l’ensenyança i sovint servia com a refugi espiritual per les dones nobles de l'època.
Va ser priora del monestir, el seu dia a dia es concentrava en la vida comunitària, en l’oració i en diverses tasques com la cuina, la lectura, o el cant litúrgic, com a la gran majoria de monestirs dominicans de Catalunya al segle XVIII. Va tenir un paper clau en la seva organització i direcció, mantenint la seva influència espiritual i administrativa en temps de canvis polítics i socials. Va haver de viure moments complicats, ja que entre 1710-1714 el monestir estava situat en l’epicentre de la Guerra de Successió, a Barcelona, va ser bombardejat, i per la qual cosa les monges es van veure obligades a abandonar la clausura, tot i que després van poder-hi retornar. Arran d’això el monestir va patir una reconstrucció.
Les priores com Sor Rosa eren escollides per les germanes de la comunitat i no només administraven els recursos i s’encarregaven de mantenir l’ordre tant individual com col·lectiu, sinó que també eren responsables de mantenir la influència cultural i religiosa del monestir. El fet que Sor Rosa fos nomenada priora indicava una certa rellevància dins la comunitat i suposava una important qualitat moral a la qual s’havia d’ajustar per tal de mantenir aquest càrrec. La priora –i, en conseqüència, Sor Rosa Trullés– havia de ser un exemple de cooperació, fe, santedat, virtut i honestedat.

## Antiga posseïdora
És una de les antigues posseïdores de la Biblioteca de Fons antic de la Universitat de Barcelona, on es conserva  un llibre editat a Venècia el 1551, de caràcter litúrgic i eclesiàstic, concretament un saltiri que recull versos, vilancets i cançons pròpies de l’ordre dels dominics, per a fer-ne ús en els actes religiosos.
Cal destacar que aquests vilancets  són una de les úniques edicions del segle XVII del Convent de Santa Maria de Montsió i foren interpretats per la capella de música de la Catedral de Barcelona, sota la direcció de Joan Barter i publicats per l'impressor Rafael Figueró.

## Últims anys
Va dedicar la seva vida a la fe i al seu monestir, i al final de la seva vida, va acumular molta estima per part de les seves germanes  que la van honorar en una cerimònia amb càntics i vilancets per a la seva  vetlla que són un conjunt de tres  vilancets que contenen cobles i liras. Alguns d’aquests càntics fan referència a Rosa Trullés personalment, i, en un particularment, parla del Convent de Montsió. Es tracta del Vilancet III: 
Iardinero Divino que buscas flores,
De castos amores,
Con Fe venturosa,
Por maravilla hallarás una Rosa:
Ven jardinero ven,
Pues tu anelo, y sedienta aficion,
Hallarà en Monte-Sion,
Vna flor maravilla de amor:
Iardinero à la flor
En cuyos castos primores,

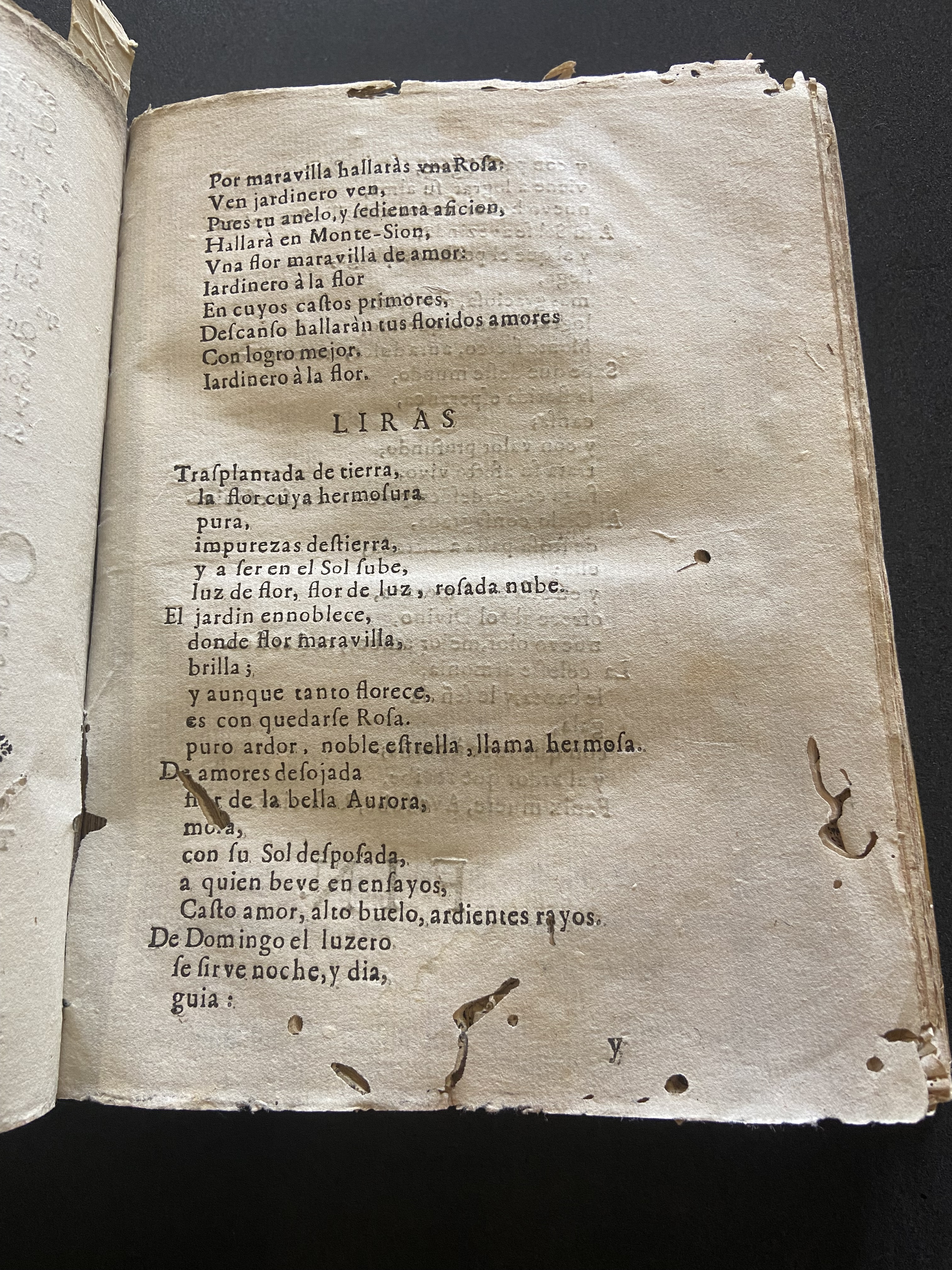
Pàgina del vilancet III

Descanso hallaràn tus floridos amores
Con logro mejor.
Iardinero à la flor

Segons consta als llibres d’aniversaris d'òbits -que eren registres mantinguts pels convents per commemorar les dates de morts de les germanes i benefactores-, se sap que Rosa Trullés va morir el 1737.